# هربرت اشفورد
هربرت اشفورد (انگلیسی: Herbert Ashford; ۱۸ فوریهٔ ۱۸۹۶ – سپتامبر ۱۹۷۸ (aged 82)) بازیکن فوتبال اهل بریتانیا بود.
از باشگاه‌هایی که در آن بازی کرده‌است می‌توان به باشگاه فوتبال ساوتال، باشگاه فوتبال دارتفورد، باشگاه فوتبال کویینز پارک رنجرز، باشگاه فوتبال ایر یونایتد، باشگاه فوتبال گیلفورد سیتی، باشگاه فوتبال تانبریج ولز، باشگاه فوتبال برنتفورد، و باشگاه فوتبال نوتس کانتی اشاره کرد.